# 上帝模式
上帝模式（英語：God Mode，或称完全控制面板，官方称为所有任务），是在微软 Windows NT 6.0 以上 (即Windows Vista以上版本，这包括Windows 10及Windows 11)操作系统中隐藏的一个系统文件夹，最早由“Geek in Disguse”网友发现。这功能包括了Windows几乎所有的系统设置功能。

## 如何启动
在Windows Vista及以上版本中，在任意目录位置下，创建一个特殊命名的文件夹，其名称格式为任意名称.{ED7BA470-8E54-465E-825C-99712043E01C}。
例如，创建一个名为GodMode.{ED7BA470-8e54-465E-825C-99712043E01C}或Windows Master Control Panel.{ED7BA470-8e54-465E-825C-99712043E01C}的文件夹，即可进入“上帝模式”界面。 